# Ramsay MacDonald
Ramsay MacDonald (n. 12 octombrie 1866, Lossiemouth⁠(d), Scoția, Regatul Unit al Marii Britanii și Irlandei – d. 9 noiembrie 1937, Oceanul Atlantic, apele internaționale) a fost un politician britanic, prim ministru al Marii Britanii între ianuarie-noiembrie 1924 și iunie 1929 - iunie 1935.